# Ein Lied kann eine Brücke sein
Chansons représentant l'Allemagne au Concours Eurovision de la chanson
Die Sommermelodie
(1974) Sing Sang Song
(1976)
Ein Lied kann eine Brücke sein (en français, Une chanson peut être un pont) est la chanson représentant l'Allemagne au Concours Eurovision de la chanson 1975. Elle est interprétée par la chanteuse Joy Fleming.

## Histoire
Sur scène à Stockholm, Joy Fleming est accompagnée par trois chanteuses britanniques, Madeline Bell de Blue Mink et le duo Sue and Sunny. Ne parlant pas allemand, elles soutiennent le refrain chanté en anglais. Sue and Sunny avaient accompagné Lulu dans Boom Bang-a-Bang au Concours Eurovision de la chanson 1969.
La performance est remarquée par la mise en rythme de l'orchestre non conventionnelle de Rainer Pietsch.
La chanson passe en quatrième place lors de la soirée (suivant Et bonjour à toi l'artiste de Nicole Rieu pour la France et précédant Toi de Geraldine pour le Luxembourg). À la fin du vote, la chanson obtient 15 points, se plaçant 17e sur 19.
Malgré l'échec, Ein Lied kann eine Brücke devient l'une des chansons préférées de l'Eurovision et se trouve sur la compilation Congratulations : 50 ans du Concours Eurovision de la chanson. Elle sera reprise de nombreuses fois, notamment par Guildo Horn.

## Source de la traduction
1. ↑  (en) « Stockholm 1975 », sur Eurovision Song Contest (consulté le 17 avril 2023).

- (en) Cet article est partiellement ou en totalité issu de l’article de Wikipédia en anglais intitulé « Ein Lied kann eine Brücke sein » (voir la liste des auteurs).